# Shimazu Nariakira

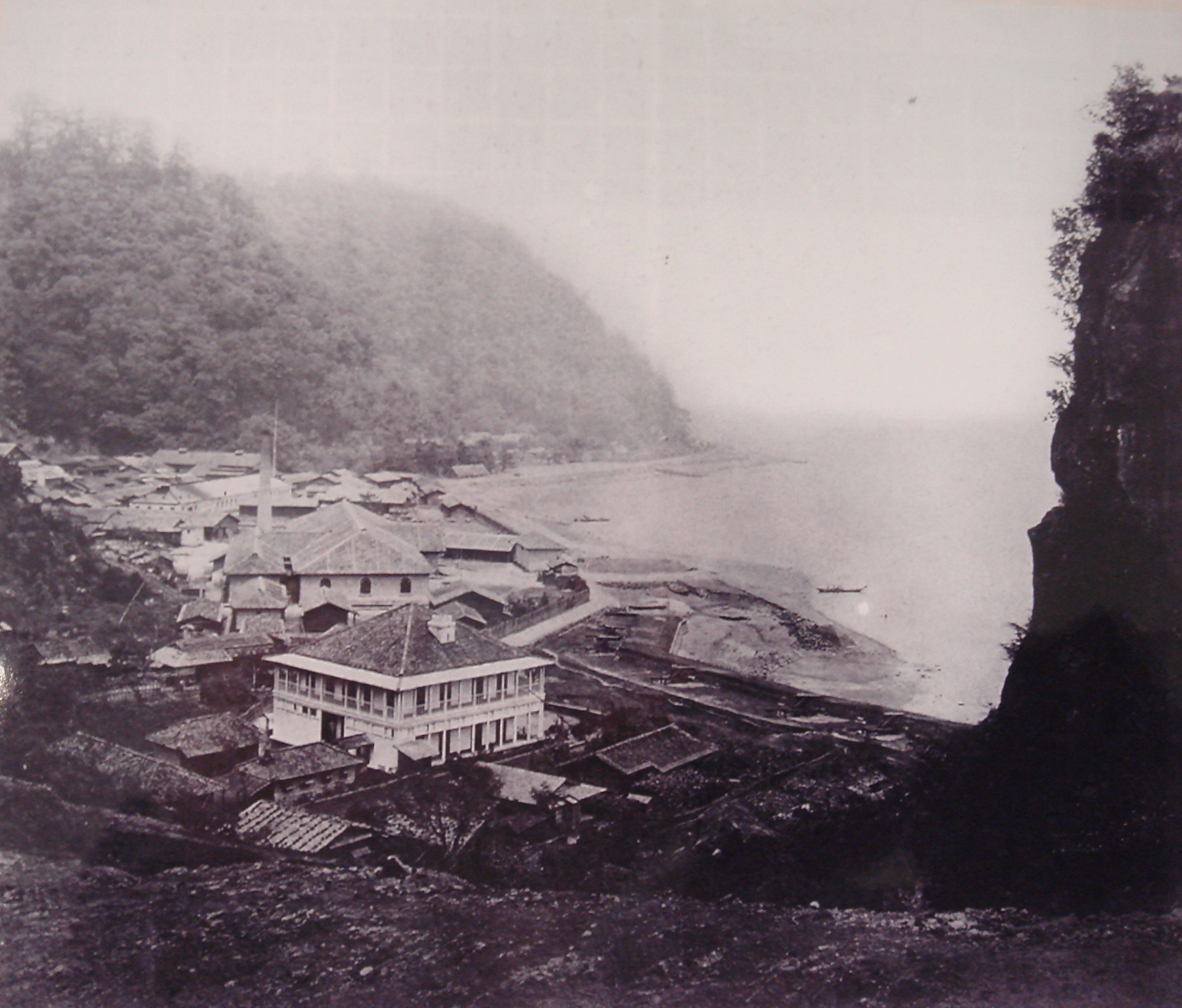
El área industrial Shūseikan (集成館) establecida por Shimazu Nariakira en 1852 en Iso (磯), Provincia de Satsuma. Un "edificio de extranjeros" (異人館) fue construido para hospedar a siete técnicos ingleses. Fotografía de 1872.

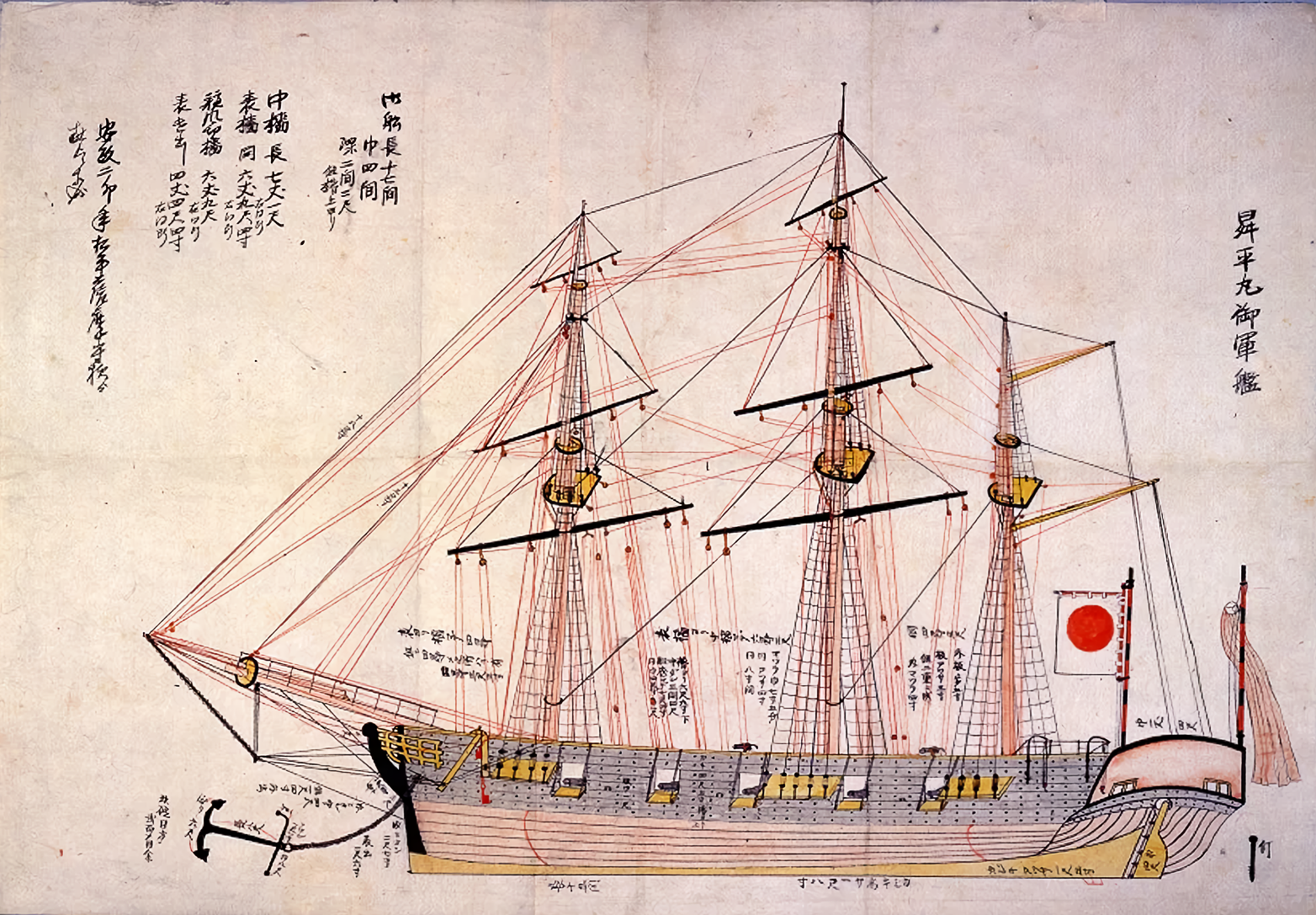
El Shōhei Maru, el primer buque de guerra occidental de Japón, fue construido en 1854 a partir de dibujos técnicos holandeses, durante la época de Nariakira.

Shimizu Nariakira (島津 斉彬, 28 de abril de 1809 – 24 de agosto de 1858) fue un señor feudal japonés (daimio) del Período Edo, el 28º en la línea del clan Shimizu del Dominio de Satsuma. Era conocido como un señor inteligente y sabio, y tenía un gran interés por la tecnología y el aprendizaje occidental (Rangaku). Tras su muerte fue consagrado como el kami sintoísta Terukuni Daimyōjin (照国大明神?) (照国大明神) en mayo de 1863.

## Primeros años y ascenso al poder
Shimazu Nariakira nació en el Dominio de Satsuma en Edo el 28 de abril de 1809. De parte de su madre,  era descendiente de Date Masamune, Tokugawa Ieyasu y Oda Nobunaga. Llegó al poder como daimyō del dominio de Satsuma sólo después de sobrevivir una cruenta y ardua guerra contra su propia familia y dominio, conocida como el Oyura Sōdō o el Takasaki Kuzure. Encontró mucha oposición en Satsuma ya que pasó la mayor parte de su vida en Edo (un requisito obligatorio como heredero de daimyo, impuesto por el Shōgun); por ello era considerado un desconocido en su propio dominio. En su esfuerzos para preparar a Satsuma para una potencial agresión occidental, también se enfrentó a muchas escuelas militares de pensamiento en Satsuma que no estaban de acuerdo con el plan de la familia de Shimazu para fortalecer la defensa costera.
Nariakira estaba en desacuerdo con su padre, Shimazu Narioki, y con el asesor jefe de Narioki, Zusho Hirosato. Narioki y Zusho desconfiaban del Shogunato Tokugawa. Zusho además notó muchas semejanzas entre Nariakira y su abuelo, Shigehide. Shigehide también tuvo un gran interés en los estudios occidentales así como en proyectos científicos e industriales, lo que llevaron a un rápido deterioro de la posición financiera del dominio. Habiendo trabajado tan duro en rehabilitar y fortalecer el tesoro público de Satsuma, Zusho no apoyó el ambicioso y costoso programa de Nariakira para el desarrollo militar. Debido al menosprecio y la falta de confianza hacia Nariakira, Narioki y Zusho procuraron aislar a Nariakira de los asuntos de Satsuma. Esto suponía retener o completamente detener el flujo de todas las fuentes de información con respecto a los oficiales de Satsuma o su acuerdos con el shogunate.
Otro gran y peligroso obstáculo no sólo para los planes de Nariakira de reforzar los defensas de todo de Japón, pero también para su ascensión a daimyō de Satsuma, fue Yura, la madre de su medio hermano, Hisamitsu. Para cuando Nariakira llegó a Satsuma para resolver una crisis relacionada con el Reino de Ryūkyū (un estado de vasallo del Satsuma) en 1846, Yura había utilizado su encanto para convencer a Narioki de que apoyase los intereses de su hijo Hisamitsu por encima de los de hijo legítimo y heredero natural de Nairoki, Nariakira. Zusho, Narioki, Yura y Hisamitsu fueron los miembros clave de la coalición que movilizó a otros burócratas de Satsuma que se sentían amenazados por la inmensa inteligencia de Nariakira. Esta coalición trató de impedir todo intento de Nariakira por retirar a su padre como daimyō y tomar su puesto.
Nariakira llegó a Satsuma para intentar resolver la crisis de Ryūkyū, como le ordenó Abe Masahiro, un alto cargo del shogunal, el 25 de junio de 1846. Un barco francés había llegado a Ryūkyū en 1844, y dos barcos británicos el año siguiente, exigiendo tratados de amistad y comercio; ya que  el reino era semiindependiente y generalmente no estaba considerado una parte de Japón propiamente dicha, esto presentaba un dilema. Nariakira y Abe Masahiro decidieron al final que, a pesar de las políticas de reclusión del shogunate, tales relaciones deberían permitirse en Ryūkyū, en lugar de arriesgarse a un conflicto violento con los poderes occidentales.
El 8 de marzo de 1847, Narioki llegó a Satsuma, haciendo el cargo de Nariakira, algo equivalente a un diputado a su padre, obsoleto. Después de que su propio padre le hubiera arrebatado las riendas del poder de las manos, Nariakira dejó Satsuma por Edo. La autoridad que tenía conferida estaba siendo clara y rápidamente transferida a su medio hermano, Hisamitsu. Hisamitsu fue ascendiendo los rangos de la corte de su padre poco después de la partida de Nariakira. En octubre de 1847 fue puesto a cargo de la oficina de servicio militar recién creada de Satsuma. En 1848, Narioki nombró a Hisamitsu administrador del Distrito de Chosa, con la responsabilidad de actuar en nombre del daimyō en todos los asuntos militares del área. Sobre la misma época, Hisamitsu obtuvo el puesto altamente respetado de consejero de han, un rango que, según las instrucciones que acompañaban el nombramiento, lo colocó en la cima de la escala social. En ocasiones ceremoniales, su padre ordenó a Hisamitsu sentarse en un sitio más alto que el del diputado a cargo del daimyō del castillo de Satsuma. Narioki incluso llegó a dejar a Hisamitsu a cargo de todo Satsuma siempre que el daimyō dejara Satsuma por cualquier razón, negocios o placer. Era aparente que Hisamitsu estaba siendo preparado para ser el próximo daimyō, completamente ignorando el hecho de que, por primogenitura, Nariakira debía ser el heredero natural.

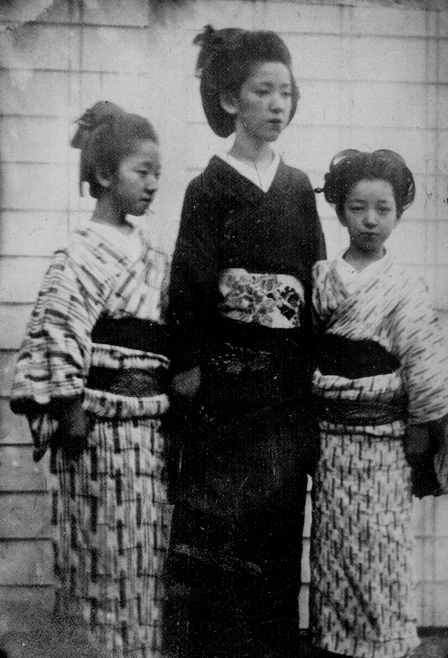
Las tres hijas de Shimazu Nariakira

Para seguir desacreditando a Nariakira e impedir que llegara a ser señor de Satsuma, se rumoreó que Yura pidió a al menos cinco líderes espirituales hechizaran a los hijos mayores de Nariakira, así como otras medidas para maldecirlos. Muchos de los seguidores de Nariakira creyeron  que Yura era la causa de las subsiguiente muertes de sus hijos mayores. Esta creencia hizo que muchos de ellos pidieran el asesinato de Yura, su hijo Hisamitsu y Zusho, ya que sentían que ellos también eran responsables de las muertes de los niños. Nariakira fue capaz de contenerlos; al enterarse de los planes de asesinato, Narioki empezó a erradicar a los seguidores de Nariakira y a ordenar sus muertes por seppuku (harakiri). .
El conflicto había llegado tan lejos que Nariakira no tuvo más opción que pedir ayuda a Abe Masahiro. Abe, viendo que su padre y sus sirvientes familiares estaban obstaculizado la intervención de Nariakira en la crisis de Ryūkyū, lo ayudó, consiguiendo que Narioki se retirara y apartando a Zusho.
Abe primero se encargó de apartar a Zusho, en el que Nairoki confiaba mucho, invitándole a Edo. Abe usó el pretexto de querer discutir la crisis de Ryūkyū y su actual manejo. Durante la conversación, Abe empezó a preguntar a Zusho una serie de preguntas que hizo comprender a Zusho que Abe, así como el Shogunato Tokugawa, sabían de las relaciones comerciales ilegales de Satsuma y Ryūkyū con occidente, lo que iba en contra de la política de reclusión del shogunate. La devoción de Zusho por Narioki lo llevó a asumir toda la responsabilidad por el comercio ilícito, cometiendo seppuku el 18 de diciembre de 1848. El 3 de diciembre de 1850, Nairoki fue llamado a Edo por el shōgun y presentado con un preciado juego de utensilios de té, indicando el deseo del shōgun de que Narioki se retirara. El 3 de febrero de 1851, Nairoki se retiró y Shimazu Nariakira se convirtió en el daimyō de Satsuma.

## Amor por la educación y la cultura occidental

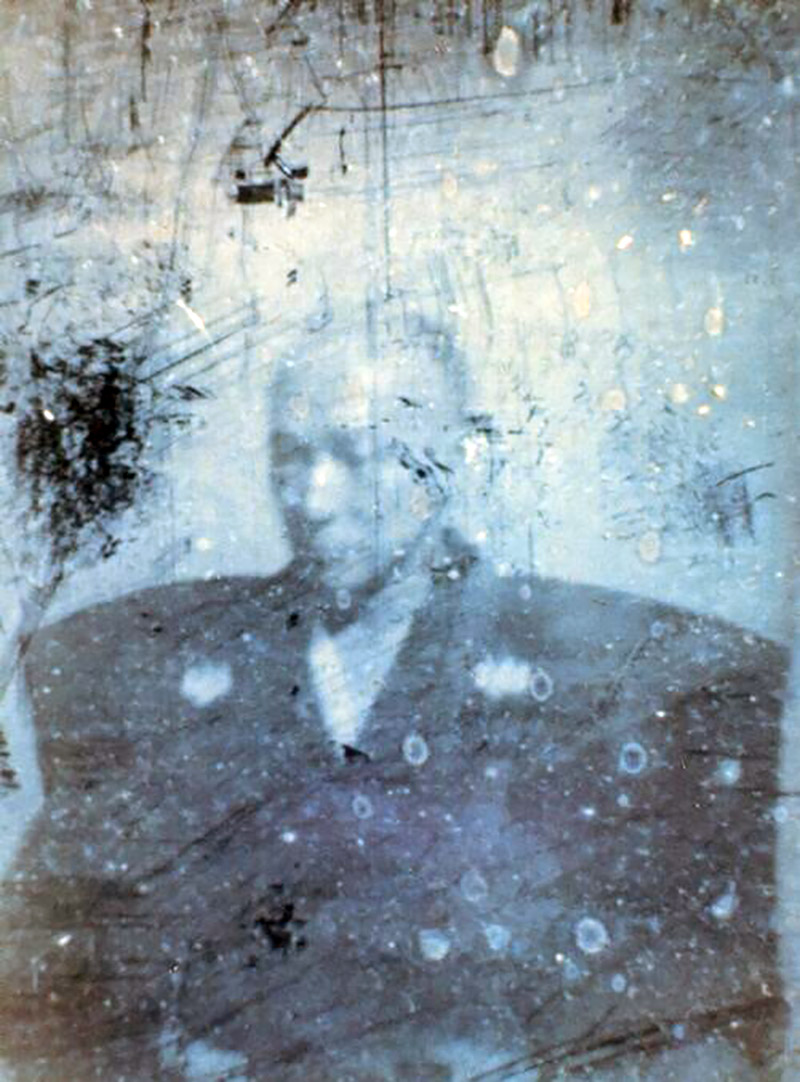
Un daguerreotipo de Shimazu, la fotografía japonesa más antigua que se conserva. Fue creado por uno de su sirvientes, Ichiki Shirō.

Nariakira fue considerado uno de los daimyō más sabios de su época, gracias a su amor por la educación. Para entender mejor esto, debe considerarse la educación que recibió de joven.
En 1812, a los tres años, Nariakira fue designado heredero del señorío de Satsuma por su padre. Como cualquier heredero de daimyō, Nariakira fue preparado para su futuro papel, recibiendo una educación integral en las artes marciales y eruditas. Como se menciona arriba, Nariakira compartía la fascinación por el aprendizaje y la cultura occidental con su abuelo Shigehide. El joven Nariakira estaba fascinado por la colección de su abuelo de objetos occidentales, la que incluía relojes, instrumentos musicales, telescopios, microscopios y armas. En el curso de su educación fue enseñado a leer y escribir letras romanas, y más tarde las utilizaría para escribir palabras japonesas como una forma de código personal. Shigehide también presentó a Nariakira a Philipp Franz von Siebold, un médico alemán sirviendo como el director de la Compañía Neerlandesa de las Indias Orientales
(Vereenigde Oostindische Compagnie) en Nagasaki, haciéndolo uno del pocos japoneses que hubieran conocido a un occidental.
Después de que convertirse en daimyō de Satsuma, Nariakira ordenó a Minayoshi Hotoku, un médico de Satsuma, que construyera el Iroha-maru, uno del primeros barcos de estilo occidental construidos en Japón. Estaba basado en el modelo de Minayoshi de 6 pies de largo (1.8 m) y 3 pies de ancho (0.91 m). Nariakira después construyó un astillero para la construcción de barcos de estilo occidental en Sakurajima. Llevó su amor por la cultura occidental al ejército de Satsuma, donde implementó caballería de estilo occidental y ordenó maniobras de campo militares anuales. Sin embargo, sin los fondos de Satsuma que habían sido tan cuidadosamente restaurados por su enemigo Zusho, nada de esto habría sido posible.
También empezó a implementar cambios educativos en Satsuma dirigidos a introducir la tecnología y la ciencia occidental. Nariakira estableció el Rangaku Koshujo, una escuela para el estudio de la lengua holandesa y la cultura occidental. Visitaba escuelas con frecuencia y pedía a los alumnos que le explicaran el significado de los textos de Confucio, para asegurar que su aprendizaje occidental no corrompiera su sentido de nacionalismo. Era tan fuerte el deseo de Nariakira de asegurar que los joven estuvieran bien educados que reservó cuatro koku anuales para alimentar a estudiantes hambrientos, esencialmente una forma de beca o ayuda financiera. El objetivo de la promoción de la educación en Satsuma era asegurar que los jóvenes de Satsuma “aprendieran a dominarse a sí mismos, gobernar sus casas sabiamente, conservar la paz nacional y confiar en el poder universal.”
En 1848, Shimizu obtuvo la primera cámara para realizar daguerrotipos que se importó a Japón, y ordenó a sus sirvientes estudiarla y producir fotografías. Debido a las limitaciones de la lente utilizada y la falta de formación profesional,  tardaron muchos años en crear una fotografía de calidad, pero el 17 de septiembre de 1857, se tomó un retrato de Shimazu en atuendo formal. Esta fotografía se convirtió en un objeto de adoración en el templo de Terukuni  (照国神社, Terukuni tinja, también conocido como templo Shōkoku) tras la muerte de Shimazu, pero más tarde se perdió. Desaparecido durante un siglo, el daguerrotipo fue descubierto en un almacén en 1975 y más tarde se determinó que era el daguerrotipo más antiguo en existencia creado por un fotógrafo japonés. Por esta razón,  fue nombrado Propiedad Cultural Importante por el gobierno de Japón en 1999, la primera fotografía en recibir este honor.

## Asociados y muerte
Durante el curso de su vida, Nariakira hizo muchas amistades en las altas esferas. Estas conexiones le fueron útiles durante sus esfuerzos para forzar la jubilación de su padre. Abe Masahiro, que en aquella época era un rōjū, era uno de estos amigos. Abe hablaba de parte del Shogunato Tokugawa sobre los asuntos de defensa militar nacional de Japón y fue el que puso a Nariakira a cargo de resolver la crisis del tratado de comercio con occidente de Ryūkyū.
Abe, e indirectamente, el shōgun Tokugawa, se inquietaron ante la destitución de Nariakira de su responsabilidades en la crisis de Ryūkyū, porque su política respecto a la crisis estaba basada en su confianza en él, no en su padre o Zusho Hirosato. Narioki y Zusho ya habían demostrado ser de poca confianza por no ser de fiar en los asuntos de Ryūkyū. Abe sabía que la única forma en la que Nariakira podría obtener control de la crisis de Ryūkyū era si su padre y Zusho eran apartados; a través de la intervención de Abe esto se consiguió.
Ya que Narioki y Zusho habían cesado cualquier flujo de información sobre los oficiales de Satsuma oficiales o sus acuerdos con Ryūkyū a Nariakira, Nariakira tuvo que establecer su propia red de información. Confió en Date Munenari de Uwajima para explicar su situación al Shogunato Tokugawa y a Abe. Ordenó a sus asociados Yamaguchi Sadayasu y Shimazu Hisataka recabar información en Satsuma para él, así como seguir de cerca las actividades de Zusho con especial énfasis en los bienes y dinero traídos al dominio. Nariakira decidió que era hora de presentar su solicitud para ser señor de Satsuma. Confió en Datar Munenari para informar de la situación de su parte  y ganarse las simpatías de Abe. En una carta dirigida a Date el 27 de agosto de 1848, Nariakira le da las gracias por obtener la garantía de Abe de que pasaría por alto las transgresiones de Nairoki y Zusho y no llevaría a Satsuma a juicio a condición de que el problema de Ryūkyū se resolviera satisfactoriamente. La correspondencia de Date con Abe sirvió para precipitar la jubilación de Narioki y el ascenso de Nariakira a daimyō de Satsuma.
Una vez que Nariakira se convirtió en daimyō,  necesitó hombres leales para asegurar que los esfuerzos continuados de Yura y Narioki  para debilitar su poder no tuvieran éxito. Saigō Takamori, un samurai de Satsuma de bajo rango, fue ascendido de secretario adjunto a ayudante de Nariakira, en 1854. Ōkubo Toshimichi fue exiliado por Nairoki por apoyar a Nariakira, pero una vez Nariakira llegó al poder fue perdonado y ascendió rápidamente por los rangos. Saigō y Ōkubo trabajaron en nombre de Nariakira, hablando con Nariaki, el señor de Mito para convencerle de que respaldara las ideas de Nariakira de que el gobierno tendría que estar más centrado en el emperador y menos en el shōgun.  Saigo y Ōkubo adoptaron muchas de las ideas de Nariakira, que más tarde serían la base del nuevo gobierno Meiji. Estas ideas incluyeron centralizar el gobierno en torno al emperador y occidentalizar el ejército japonés.
Poco antes de su muerte, a Nariakira le quedaba solo un hijo de dos años (Tetsumaru) y una hija de ocho años (Teruhime). Había sido forzado a preguntar a Nairoki para que decidiera entre Hisamitsu o el hijo de Hisamitsu, Tadayoshi, para ser su sucesor como daimyō. . Saigō y Ōkubo sentían que la muerte de todos los herederos viables de Nariakira fue causada por Yura y querían vengarse, pero Nariakira no lo permitía. El 8 de julio de 1858, Nariakira estaba supervisando las maniobras preparatorias conjuntas en Tempozan para enviar a 3.000 soldados de Satsuma a Edo, y sucumbió al calor. Fue transportado al castillo de Tsurumaru, donde murió el 16. Unos años después de su muerte,  fue deificado como el kami sintoísta, Terukuni-daimyōjin. Su hijo Tetsumaru murió poco después de su padre.

## Familia
- Padre: Shimazu Narioki
- Madre: Iyohime (1792–1824)
- Mujer: Tokugawa Tsunehime, hija de Tokugawa Nariatsu
- Hijos:
  - Kannosuke (1845–1848)
  - Tetsumaru
  - Hironosuke
  - Kikusaburo por Tsunehime
  - Tokunosuke (1848–1849)
  - Tetsumaru (1856–1858)
  - Torajumaru (1849–1854)
  - Morinoshin
  - Sumihime
  - Kunihime
  - Teruhime (1851–1869)  casada con Shimazu Tadayoshi
  - Norihime (1852–1908)  casada con Shimazu Uzuhiko de la familia Shimazu-Echizen
  - Yasuhime (1853–1879)  casada con Shimazu Tadayoshi
- Hijas adoptivas:
  - Tenshō-in
  - Shimazu Mitsuko, casada con Konoe Tadafusa

## Honores
- Shōichii (16 de mayo de 1901; póstumo)